# سياسة بيرو

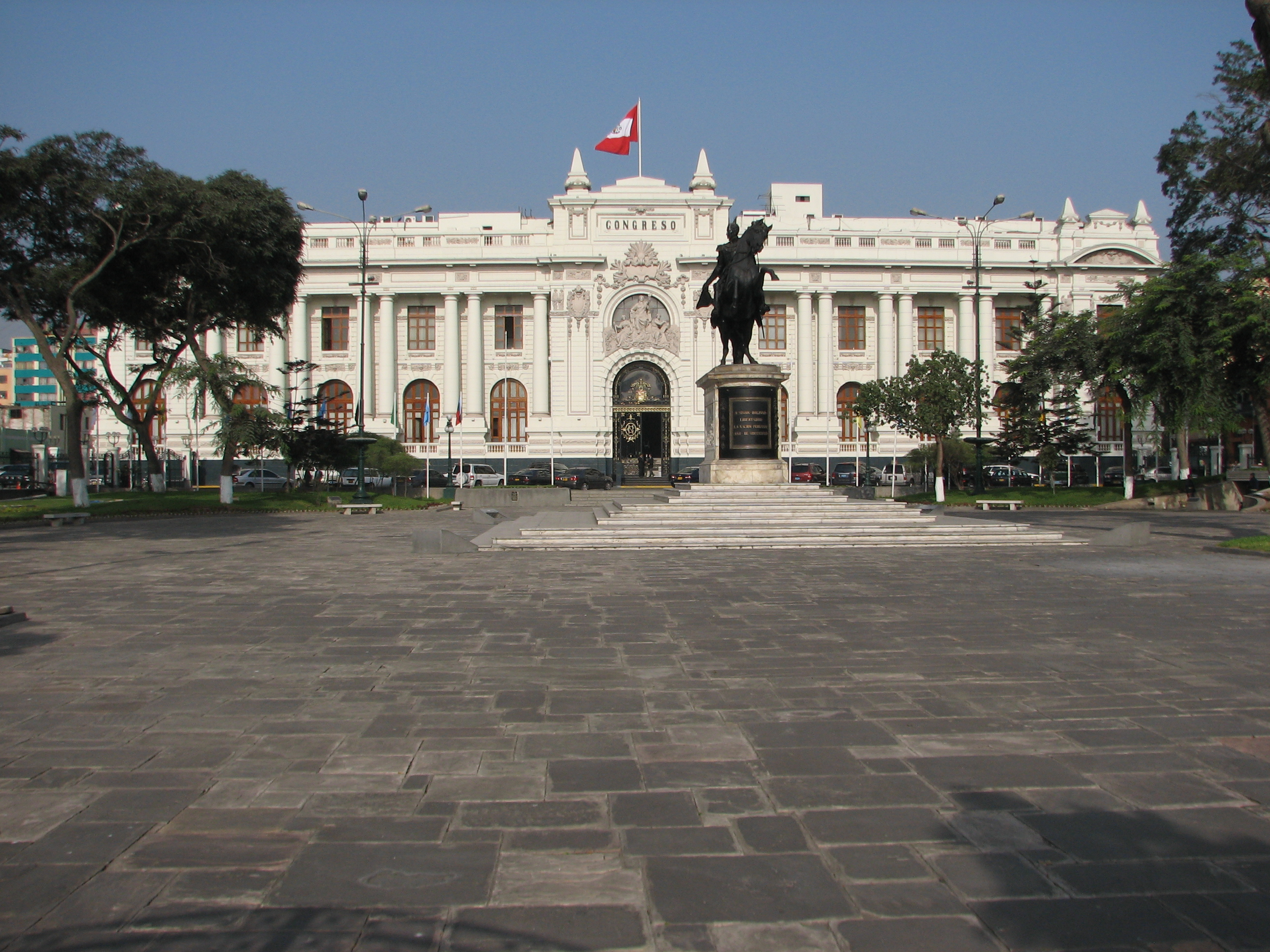

النظام السياسي في جمهورية البيرو عبارة عن نظام رئاسي ديمقراطي تمثيلي جمهوري ويمثل رئيس جمهورية البيرو رأس الدولة ورأس الحكومة. وتتم الانتخابات وفق نظام انتخاب فردي متعدد الأحزاب. تمارس السلطة التنفيذية من قبل الحكومة. وتناط السلطة التشريعية في كل من الحكومة والكونغرس. كما أن السلطة القضائية مستقلة عن السلطتين التنفيذية والتشريعية
صنفت وحدة الاستخبارات الاقتصادية بيرو، في عام 2018، بأنها «ديمقراطية معيبة».
يصف المؤرخ أنتونيو زاباتا بيرو بأنها «بلد يميني»، والحكومة اليسارية الوحيدة في التاريخ المعاصر هي حكومة خوان فيلاسكو ألفارادو (1968-1975)، البادئة للإصلاح الزراعي ولتأميم القطاعات الاستراتيجية. حاليًا، تدعم معظم وسائل الإعلام الرئيسية والأحزاب السياسية، الليبرالية الاقتصادية.

## نبذة تاريخية
في عام 1924، من المكسيك، أسس قادة الإصلاح الجامعي في بيرو، الذين نفتهم الحكومة إجباريًا، التحالف الثوري الشعبي الأمريكي، الذي كان له تأثير كبير على الحياة السياسية في البلاد. بالتالي كان هذا التحالف إلى حد كبير، تعبيرًا سياسيًا عن الإصلاح الجامعي وكفاحات العمال خلال عامي 1918 و1920. تستمد الحركة تأثيرها من الثورة المكسيكية ومن دستورها لعام 1917، وبشكل خاص في المسائل المتعلقة بالزراعة والتوطينية، وبدرجة أقل من الثورة الروسية. بطريقة مشابهة للماركسية (يصرح زعيمها، هيا دي لاتوري، «أن التحالف هو التفسير الماركسي للواقع الأمريكي»)، فإنها لا تختلف عنها بشأن مسألة الصراع الطبقي والأهمية المعطاة للنضال من أجل الوحدة السياسية لأمريكا اللاتينية.
في عام 1928، أُسس الحزب الاشتراكي البيروفي، تحت قيادة خوسيه كارلوس ماريتاجوي، الذي كان نفسه شاهدًا على الحركات الاشتراكية الأوروبية، والذي حافظ على العلاقات مع الحزب الشيوعي الإيطالي وقيادة بالميرو توغلياتي وأنتونيو غرامشي. بعد ذلك بوقت قصير، أنشأ الحزب، الاتحاد العام للعمال في عام 1929.

## الإصلاح الديمقراطي
تعتبر جمهورية بيرو في حالة دمقرطة مستمرة. من المتوقع أن تكون الحكومة، بقيادة الرئيس مارتن فيسكارا، واضحة وعرضة للمحاسبة. يبرز الكونغرس أحادي المجلس، الذي كان سابقًا هيئة مطاطية، على شكل قوةٍ مكافئةٍ للجهاز التنفيذي الذي كان خاضعًا لسيطرته، مع زيادة سلطات الرقابة والتحقيق. يسعى الجهاز التنفيذي إلى جانب الكونغرس، من أجل إصلاح الجهاز القضائي، العتيق والممتلئ بالفساد.
تغير دستور عام 1979 خلال فترة حكومة فوجيموري بعد انقلابه الذاتي، إذ حلّ الرئيس الكونغرس، وأسس دستورًا جديدًا لعام 1993. كانت أحد تغييرات دستور عام 1979، هي احتمالية إعادة الانتخاب المباشرة لرئيس الجمهورية (المادة 112)، والتي جعلت من الممكن إعادة انتخاب فوجيموري في السنوات اللاحقة. بعد انتهاء فترة حكم فوجيموري وتنحّيه، غيرت حكومة فالنتينا بانيغاوا الانتقالية المادة 112، ودعت إلى انتخابات جديدة في عام 2001، انتُخب فيها أليخاندرو توليدو. بعد ذلك، انتُخب جميع الرؤساء في بيرو بطريقة ديمقراطية.

## الجهاز التنفيذي
| المنصب             | الاسم         | الحزب | منذ            |
| رئيس الجمهورية     | مارتن فيسكارا | مستقل | 23 مارس 2018   |
| نائب الرئيس الأول  |               |       | 1 أكتوبر 2019  |
| نائب الرئيس الثاني |               |       | 23 مارس 2018   |
| رئيس الوزراء       | فيسنت زيبالوس | مستقل | 30 سبتمبر 2019 |

وفقًا للدستور الحالي، فإن رئيس الجمهورية هو رأس الدولة ورأس الحكومة؛ إذ يُنتخب أو تُنتخب لمدة خمس سنوات ولا يمكن أن يُعاد انتخابه مباشرةً. يحق لجميع المواطنين فوق سن الثمانية عشر عامًا أن يصوتوا، أو بالأحرى يُجبرون على ذلك. يُنتخب نائبي الرئيس الأول والثاني بطريقة شعبية أيضًا، لكنهما لا يمتلكان مهام دستورية إلّا في حال كان الرئيس غير قادر على القيام بواجباته.
يُعيّن رئيس الجمهورية، رئيس الوزراء (Primer Ministro)، ومجلس الوزراء (Consejo de Ministroset)، الذي يعتبر مسؤولًا فرديًا وجماعيًا أمام الرئيس والهيئة التشريعية. يجب أن يوافق مجلس الوزراء على جميع قوانين المراسيم الرئاسية أو مشاريع القوانين المُرسلة إلى الكونغرس.